# ديان دروفينبروك
ولدت الراهبة ديان جويس دروفينبروك في 7 أكتوبر/تشرين الأول من عام 1929 وتوفيت في 4 نوفمبر/تشرين الثاني من عام 2013. هي واحدةٌ من راهبات مدرسة راهبات القديس فرانسيس الكاثوليكية، وهي معروفةٌ أيضًا باسم الراهبة مادلين صوفي وهي راهبةٌ أمريكية وعضو في مدرسة راهبات القديس فرانسيس الكاثوليكية أيضًا. كانت دروفينبروك اشتراكية مسيحية وكانت مرشحة نائب الرئيس للحزب الاشتراكي الأمريكي في الانتخابات الرئاسية الأمريكية في 4 نوفمبر/تشرين الثاني من عام 1980.
ولدت دروفينبروك في إيفانسفيل التابعة لولاية إنديانا. في عام 1948، بعد تخرجها من مدرسة ريتز ميموريال الثانوية، انتقلت إلى مدينة ميلووكي الموجودة في الغرب الأوسط من الولايات المتحدة الأمريكية من أجل الانضمام إلى الراهبات الفرنسيسكان للروم الكاثوليك.
تخرجت دروفينبروك من كلية رياضيات من جامعة ألفيرنو وهي جامعةٌ للنساء الروم الكاثوليك تقع في مدينة ميلووكي في عام 1953 وجامعة ماركيت التي تقع في نفس المدينة. علّمت دروفينبروك الرياضيات في كلية ألفيرنو وفي جامعة ويسكونسن-باركسايد وفي أماكن أخرى حول مدينة ميلووكي وويسكونسن بالإضافة إلى ذلك كانت قد علّمت في ثانوية سانت جوزيف الجديدة عندما افتتحت في أيلول/سبتمبرمن عام 1957.
حصلت دروفينبروك على درجة الدكتوراه في الرياضيات من جامعة إلينوي الواقعة في مدينة أوربانا في الولايات المتحدة الأمريكية في عام 1963. وبعد التدريس لمدة 13 عامًا في كلية ألفيرنو، درّست في كلية سانت ماري أوف ذا وودز التي تقع في مسقط رأسها مدينة إنديانا وهي من أقدم الجامعات في ولاية إنديانا وبقت هناك لمدة 18 عامًا.
كانت دروفينبروك كثيرة الاهتمام بالقضايا الاجتماعية الأمر الذي شجّعها على الانضمام إلى الحزب الاشتراكي في الولايات المتحدة الأمريكية في عام 1976، وهو حزبٌ ديمقراطي وجد في عام 1973. وقد ترشحت لمنصب نائب الرئيس في الانتخابات الرئاسية في الولايات المتحدة عام 1980، ونالت منصب الأمين العام للخزنة الوطنية للحزب والمسؤولة عن الوضع الاقتصادي والمالي حيث كان على عاتقها كل أموال الحزب. أسفرت تلك الحملة عن الاعتراف بوجود الحزب الاشتراكي من قبل لجنة الانتخابات الفيدرالية كحزب سياسي وطني.